# 隆奧克鎮區 (密蘇里州貝茨縣)
隆奧克鎮區（英語：Lone Oak Township）是位於美國密蘇里州貝茨縣的一個行政鎮區。

## 地方資料
隆奧克鎮區的面積為93.15平方千米，當中陸地面積為93.08平方千米，而水域面積為0.07平方千米。根據2020年美國人口普查的數據，當地共有人口303人，而人口密度為每平方千米3.25人。